# Santa diabla
Santa diabla é uma telenovela estadunidense produzida e exibida pela Telemundo entre 6 de agosto de 2013 e 24 de fevereiro de 2014, substituindo El señor de los cielos 1 e sendo substituída por Camelia la Texana.
Foi protagonizada por Gaby Espino e antagonizada por Aarón Díaz, Carlos Ponce, Ximena Duque, Wanda D'Isidoro, Gilda Haddock, Lis Vega, Maki Soler e Christian de la Campa.

## Sinopse
Santa Martinez é uma mulher que vive feliz em seu casamento com Willy, professor de piano que vai trabalhar na mansão da potente família Cano para dar aulas particulares para Daniela Millán Cano, uma jovem caprichosa que assim como sua mãe Barbara fica obcecada com Willy. Depois de ser rejeitada pelo homem, Barbara convence sua filha de acusar Willy de ter abusado sexualmente dela e, em cumplicidade com seu irmão Humberto, colocam-o na prisão onde morreu assassinado pelas ordens da matriarca da família Francisca e Humberto.
Desolada, Santa jura vingar a morte injusta do homem que amava. Sob o nome de Amanda Brown, ela seduz Humberto e consegue se comprometer com ele. Uma vez casada com ele, percebe que a família Cano não tem decência; porque todos os membros de sua família são seres ambiciosos e egoístas capazes de tudo para esconder o bom nome da família.
Por outro lado, Santiago Cano, o filho mais novo, foi exilado da família porque o seu maior sonho era ser um artista, então ele decide viajar sozinho para realizar seu sonho. Quando Santiago retorna, ele e Santa se apaixonam loucamente, sendo este o principal obstáculo para a mulher vingar a lembrança de seu marido. Mas vários segredos que toda a família Cano manterão farão que Santa perceba que nada é como parece, especialmente Santiago, que mantém um passado terrível que mudará o curso da história.

## Elenco
- Gaby Espino - Santa Martínez Flores Vda. de Delgado / Amanda Brown Vda. de Cano
- Aarón Díaz - Santiago Cano Almonte
- Carlos Ponce - Humberto Cano Almonte
- Maki Soler - Alicia Cano "La Diabla"
- Ximena Duque - Inés Robledo
- Wanda D'Isidoro - Bárbara Cano Almonte de Millan
- Ana Osorio - Daniela Millan Cano
- Gilda Haddock - Francisca Almonte de Cano
- Fred Valle - Gaspar Cano
- Frances Ondiviela - Victoria Colleti
- Ezequiel Montalt - Jorge "George Milan" Millan
- Jeimy Osorio - Mara Lozano
- Lis Vega - Lisette Guerrero de Cano
- Alberich Bormann - Iván Cano Guerrero
- Zully Montero - Hortensia vda de Santana
- Virna Flores - Paula Delgado
- Eduardo Orozco - Arturo Santana
- Kenya Hijuelos - Lucía "Lucy" Medina
- Raúl Izaguirre - Vicente Robledo
- Luis Caballero - Carlos Colleti
- Gerardo Riverón - Milton Reverte
- Beatriz Valdés - Begoña Flores de Martínez
- Gledys Ibarra
- María Raquenel - Tránsito
- Javier Valcárcel - Francisco "Pancho" Robledo
- Lincoln Palomeque - Willy Delgado

## Exibição internacional
- Estados Unidos: Telemundo (emissora original)
- Porto Rico: Telemundo PR
- Panamá: TVN
- Bolívia: Unitel
- Equador: Ecuavisa
- El Salvador: TCS Canal 2
- México: Gala TV
- Albânia: Albanian Screen
- República Dominicana: Telesistema
- Roménia: Acasă
- Venezuela: Televen
- Israel: Viva
- Hungria: TV2